# 威洛鎮區 (內布拉斯加州安蒂洛普縣)
威洛鎮區（英語：Willow Township）是位於美國內布拉斯加州安蒂洛普縣的一個行政鎮區。

## 地方資料
威洛鎮區的面積為92.48平方千米，皆為陸地。根據2020年美國人口普查的數據，當地共有人口46人，而人口密度為每平方千米0.5人。